# しし座I
しし座I(Leo I)は、しし座にある矮小楕円体銀河である。約82万光年離れている。局所銀河群の一部であり、また最も遠くにある銀河系の伴銀河の1つであると考えられている。1950年にパロマー天文台スカイサーベイの一環として、パロマー天文台の48inシュミット式望遠鏡で撮影された写真乾板からアルバート・ウィルソンが発見した。

## 質量
しし座Iの中にあるいくつかの明るい赤色巨星の視線速度の測定により、しし座Iの質量の測定が可能となった。しし座Iの質量は、少なくとも(2.0 ± 1.0) × 107太陽質量であることが分かった。この結果は、結論が出た物ではなく、銀河の周りの大きな暗黒物質の銀河ハローの存在は、否定も肯定もされていない。しかし、この銀河が自転していないのは確かそうである。

## 星形成
典型的な矮小銀河と同様に、しし座Iの金属量は非常に低く、太陽のわずか1%である。Gallart et al. (1999)らによると、ハッブル宇宙望遠鏡の観測から、60億年から20億年前の間に大規模な星形成があったと推定された。100億歳以上の恒星が存在するという強い証拠はない。約10億年前、しし座Iでの星形成はほぼ無視できる程度にまで急減し、非常に低い活動状態が2億年から5億年続いた。そのため、この銀河は恐らく銀河系の矮小楕円体銀河の中で最も若い。さらに、この銀河は、銀河全体とほぼ同じ質量のイオン化ガスの中に埋め込まれていると考えられている。

## 球状星団
この銀河の中に、球状星団は存在しない。

## レグルス
しし座Iは、しし座で最も明るい恒星レグルスからわずか12′しか離れていない。恒星からの散乱光は、この銀河の研究を難しくし、そのため1990年代まで眼視で捉えられることはなかった。